# Hermandad de Mutantes
Brotherhood of Mutants (anteriormente Brotherhood of Evil Mutants, en dos ocasiones llamada Sisterhood of Mutants), conocida en España como Hermandad de mutantes diabólicos y en Hispanoamérica como Hermandad de mutantes malvados, es un equipo ficticio que aparece en los cómics estadounidenses publicados por Marvel Comics. Los personajes son mostrados como devotos a la creencia de la superioridad de los mutantes sobre los humanos. Están entre los principales enemigos de los X-Men.
Los miembros y la ideología del grupo han variado de encarnación a encarnación, yendo desde la dominación mundial hasta ser un grupo terrorista que ataca a figuras públicas antimutantes. Casi siempre están en desacuerdo con los X-Men más pacíficos, aunque las dos partes se han aliado, en raras ocasiones, contra amenazas en común, de manera más notable contra Apocalipsis.
La Hermandad de mutantes apareció originalmente como los aliados principales de Magneto en sus primeras batallas contra con los X-Men durante la década de 1960. La Hermandad original fue en últimas disuelta, y Quicksilver/Mercurio y La Bruja Escarlata pasaron a convertirse en miembros de Los Vengadores. En 1981, la Hermandad de Mutantes fue revivida bajo el liderazgo de Mystique/Mística, mientras que la encarnación más visible del grupo a principios de la década de 1990 fue dirigida por Sapo.
La Hermandad de mutantes también ha aparecido en varias series animadas con los X-Men y ha sido el grupo de Magneto en la reciente serie de películas de X-Men.

## Historial de publicaciones
La original Hermandad de Mutantes Malvados fue creada por el escritor Stan Lee y el artista y coautor Jack Kirby y apareció por primera vez en X-Men # 4 (marzo de 1964).

## Historia

### Primera Brotherhood (1964-1974)
La Brotherhood of Evil Mutants original fue fundada por el extremista y terrorista mutante Magneto, el "Amo del Magnetismo", en parte como una respuesta a los X-Men de su némesis, el Profesor X. El equipo debía ser una "Hermandad" para brindarse apoyo como raza superior, "mutantes", por "privilegio genético", y "malignos", porque era la forma con la que los humanos veían a los mutantes. El equipo original lo conformaron el propio Magneto, su pusilánime lacayo el Sapo, el ilusionista Mastermind/Mente Maestra y los propios hijos de Magneto (situación que ellos no sabían en ese momento): Quicksilver/Mercurio y la Bruja Escarlata.
La Brotherhood hizo su debut cuando Magneto intentó conquistar la ficticia nación sudamericana de Santo Marco. Los X-Men enfrentaron y derrotaron a la Hermandad. Los X-Men originales combatieron a la Hermandad en múltiples ocasiones. Magneto intentó reclutar para sus filas a personajes como Namor el Sub-Marino y Thing/La Cosa. Esta primera encarnación vio el final de sus días cuando Magneto y el Sapo fueron secuestrados por el alienígena Stranger, quien se los llevó a su laboratorio espacial. Quicksilver y la Bruja Escarlata terminaron emigrando hacia el equipo de superhéroes Los Vengadores.
Magneto reorganizó al equipo en tres ocasiones más. Durante este tiempo, se unieron nuevos integrantes como Blob/La Mole, Unus el Intocable, Astra y Lorelei. El equipo concluyó cuando Alpha/Alfa, el Máximo Mutante, un ser creado artificialmente por el propio Magneto, se volvió en su contra y lo convirtió en un niño.

### Segunda Brotherhood (Fuerza Libertad) (1980-1990)
Tiempo después, la Brotherhood renacería, contando con una nueva líder y una motivación totalmente distinta. La nueva organizadora fue Mystique, quien inspirada en los ideales de Magneto, reformó al grupo, pero ahora como una organización con entrenamiento militar y una enorme disciplina. Tan efectivas resultaron las tácticas de esta Hermandad, que la propia Mystique consiguió infiltrarse en el Pentágono en su identidad civil de Raven Darkholme. Los integrantes de este nuevo equipo fueron Blob, el otrora escritor australiano y piroquinético Pyro, el griego Avalancha y la mutante vidente Destiny/Destino, pareja sentimental de Mystique. Esta Brotherhood debutó cuando intentaron asesinar al senador Robert Kelly. De haberlo logrado, hubieran provocado el mundo apocalíptico de "Días del Futuro Pasado", pero esto fue evitado por la joven X-Men Kitty Pryde (con ayuda de su contraparte del futuro). Esta Brotherhood resultó tan agresiva, que no solo se enfrentaron a los X-Men, sino también a los Vengadores, a Dazzler y a Ms. Marvel (Carol Danvers). Más adelante, el equipo reclutó a la joven mutante Rogue/Pícara, la hija adoptiva de Mystique. Con ayuda de Rogue, Mystique logró subyugar a su enemíga, Ms. Marvel, al forzar a Rogue a absorber de forma permanente los poderes de Danvers. Pero esta situación provocaría que Rogue, incapaz de controlar el poder de Danvers, cayera en la locura. Mystique tomó una difícil decisión cuando envió a Rogue con sus archienemígos, el Profesor X y sus X-Men.
La pérdida de Rogue impactó en Mystique hasta el punto de que fue descubierta su infiltración en el Pentágono, y la Brotherhood fue capturada por el gobierno. Al ver lo bien organizado que estaba el equipo (al punto de tener a su líder infiltrada en el Pentágono), el gobierno reclutó a la Brotherhood para trabajar para ellos como una fuerza de choque llamada "Fuerza Libertad", patrocinada por la dra. Valerie Cooper (quien más adelante organizaría a X-Factor).
Como Fuerza Libertad, el equipo reclutó nuevos miembros: la hechicera extradimensional Espiral (asistente de Mojo), la heroína novata Spider-Woman II (Julia Carpenter) y los guerreros Crimson Commnado y Super Sabre. Pero aunque el equipo ahora tenía patrocinio gubernamental, en el fondo seguían siendo mutantes malignos. Fuerza Libertad estuvo presente cuando los X-Men aparentemente murieron a manos del demonio Adversario. Cuando un equipo provisional de X-men fue formado por Forja en la Isla Muir, Fuerza Libertad intentó capturarlos. Ambos equipos tuvieron que unir fuerzas para combatir a los Reavers/Cosechadores y a Legión, el hijo adolescente del Profesor X manipulado por Rey Sombra. Legión mató a Destiny, lo que ocasionó que Mística, abrumada, abandonara a su equipo.
El equipo solo sobrevivió en una misión más, dirigidos por La Masa en el Medio Oriente, contra un equipo llamado Espada del Desierto. Al gobierno ya no le interesó más la existencia de este equipo, y decidió desbandarlo.

### Tercera Brotherhood (1991-1995)
Poco después, el equipo resurgiría, ahora organizado por el Sapo. El Sapo había dejado de ser el pusilánime lacayo de Magneto para convertirse en un psicópata vengativo, frío y calculador. El nuevo equipo lo conformaron dos viejos conocidos, la Masa y Pyro, así como dos nuevos integrantes: Sauron (aunque realmente no es un mutante) y Phantazia/Fantazia, una mujer con poderes de disrrupción de energía bioeléctrica. Este equipo no estaba reunido ni por el temor a Magneto, ni por la disciplina de Mística, sino por pura fraternidad con el Sapo. Este equipo se mostró mucho más agresivo que los anteriores, aunque tuvo una duración breve y apariciones esporádicas. En su primera misión, la Brotherhood se alió con los morlocks, y junto con los morlocks Masque/Máscara y Thornn, atacaron a Fuerza-X. La Brotherhood fue derrotada, y aparentemente Sauron y Masque murieron en el combate. Pero el equipo resurgió, y combatieron contra X-Factor en Genosha, Spider-Man, Darkhawk y Sleepwalker/Sonámbulo. El equipo enfrentó solo una vez a los X-Men, cuando Pyro cayó víctima del Virus Legado. En una de sus últimas apariciones, el equipo rechazó la invitación de Exodus/Éxodo de instalarse en Avalon, la base espacial de Magneto. Aparentemente el Sapo no fue un líder apto para mantener al equipo unido.

### Cuarta Brotherhood (1996)
Kaos/Havok, después de haber sido capturado y sometidos a un "lavado de cerebro" por la Bestia Oscura, formó su propia Brotherhood, cuya membresía incluyó a sí mismo, la Bestia Oscura, Fatale (Fatal), Aurora, Random, Ever, Post (Fortaleza) y X-Man. A pesar de la proclamación de Jean Grey, en realidad, se reveló en última instancia, de que Kaos formó el equipo como parte de una operación encubierta destinada a encontrar los experimentos ilegales que la Bestia Oscura estaba llevando a cabo y se desintegró cuando Havok (Kaos) y la Bestia Oscura, finalmente se enfrentaron. Esta encarnación fue la primera en omitir el "diabólicos" de su nombre.

### Quinta Brotherhood (1998-2000)
La siguiente encarnación incluyó nuevos miembros: Mimic/Mímico y Post/Fortaleza, así como Blob/La Mole y el Sapo. Ellos liberaron al Profesor X de la cárcel y ayudaron a los X-Men en contra de Cerebro, que había creado un equipo de falsos X-Men. Más tarde colaboró con Mystique en un intento de capturar a Machine Man. El equipo se disolvió poco después.
Su última aparición fue cuando el Alto Evolucionador y Mr. Siniestro cancelaron temporalmente el Gen Mutante.

### Sexta Brotherhood (2001-2002)
Con la amenaza del Virus Legado, Mystique organizó otra Brotherhood. El equipo incluyó a la Masa, Post, el Sapo, Mente Maestra II y Dientes de Sable. Esta Hermandad logró asesinar al senador Robert Kelly y a la dra. Moira MacTaggert.
Finalmente Mystique se reunió con Mastermind II y Fever Pitch. La Brotherhood se infiltró en la X-Corporation y se hizo cargo del grupo antes de que fuera derrotado por los X-Men. Mystique fue aspirada a otra dimensión por Abyss (irónicamente, el aterrizaje la llevó a los brazos de Azazel, que era el padre tanto de Abyss como de Nightcrawler/Rondador Nocturno, el hijo biológico de Mystique).

### Séptima Brotherhood (2004)
Otra Brotherhood fue formado por el X-Men Xorn, quien se pensaba que era Magneto (por un hechizo provocado por la ya mentalmente inestable Bruja Escarlata). Su Brotherhood fueron sus antiguos alumnos de la "clase especial" del Instituto Xavier: Beak/Pico, Angel Salvadore, Martha Johansson, Basilisk II, Ernst, Esme (Stepford Cuckoos / Cuclillos de Stepford) y el Sapo. La mayoría de los miembros se rebelaron contra Xorn después de haber matado accidentalmente a Basilisk II y su locura llegó a ser demasiado obvia como para ignorarla. Poco después, Xorn/Magneto fue decapitado por Wolverine/Lobezno.

### Octava Brotherhood (2004-2005)
Una nueva versión de la Brotherhood apareció. El equipo fue dirigido por el poderoso mutante Exodus, que había sido heraldo de Magneto, y sus otros miembros fueron Avalancha, Sabretooth (que había sido simplemente contratado por Éxodo), Black Tom Cassidy, Mammomax, Nocturne (que reveló estar espiando en el equipo), y Juggernaut (que más tarde se reveló ser un infiltrado en los X-Men). Después de que Black Tom matase a un amigo de Juggernaut, Sammy Paré el Squid-Boy (que estaba atacando a Juggernaut por su "aparente traición") arremetió contra la Brotherhood e intentó destruirla. Después de vencer a Juggernaut, Exodus llevó a su equipo al Instituto Xavier para reclamar venganza por la muerte aparente de Magneto. Todo el equipo fue derrotado por el segundo Xorn, quien les absorbido por el "agujero negro" dentro de su cabeza; Nocturne fue absorbida también, y Juggernaut la siguió. Finalmente aterrizaron en el "MojoWorld", donde sirvieron a Mojo por su libertad.

### Novena Brotherhood (2008)
El cyborg Donald Pierce, en el disfraz de Cíclope, engañó a muchos de los New X-Men para atacar a lo que él llamó una nueva encarnación de la Brotherhood, que constó de Bala de cañón, Danielle Moonstar y Magma, todos bajo la dirección de Mancha solar, Señor Imperial del Club Fuego Infernal. Sin embargo, esto fue sólo un truco de manipulación, y estos cuatro nuevos mutantes no eran ni un equipo, ni mucho menos villanos.

### Décima Brotherhood (Sisterhood of Mutants, 2009)
Una encarnación totalmente femenina llamada la Sisterhood of Evil Mutants fue formado por la "Reina Roja" (Madelyne Pryor), que reclutó a Mente Maestra II, Lady Mastermind, y a las no-mutantes Chimera/Quimera, Espiral y Lady Deathstrike. La Sisterhood fue capaz de capturar y lavar el cerebro de la X-Men Psylocke/Mariposa Mental, haciendo de ella otro integrante. A pesar de no ser ni mujer, ni un miembro reclutado, el ex-Hellion/Infernal Émpata/Empath ayudó al equipo en su ataque en contra de los X-Men. La Reina Roja más tarde cayó en una trampa tendida por Cíclope (exmarido de Madelyne) y derrotada. Y es que Madelyne intentó inútilmente exhumar el cadáver de Jean Grey y apoderarse de su cuerpo. Finalmente Psylocke se liberó de su lavado de cerebro y se reunió con los X-Men. Las integrantes de la Sisterhood escaparon.

### Undécima Brotherhood (2012)
Joseph, el supuesto clon de Magneto, resucitó en circunstancias desconocidas y forma una nueva Hermandad de Mutantes con Astra, y mutadas versiones deformadas de la Masa, Mente Maestra, Quicksilver, la Bruja Escarlata y el Sapo. Pronto se reveló que las versiones mutadas de estos personajes eran clones creados por Joseph.

### Duodécima Brotherhood (2012)
Paralelamente a la efímera Brotherhood de Joseph, Daken, el hijo de Wolverine creó su propia Brotherhood con Mystique, Sabretooth, Rey Sombra, Blob (de la Era de Apocalipsis), Skinless Man y el Clan Omega (un ejército de soldados basados en el ADN del original Omega Rojo. Su misión es destruir a Fuerza-X y convertir al joven Génesis en el nuevo Apocalipsis.

### Decimotercera Brotherhood (2013)
Mística rehabilita a la Brotherhood, ahora conformada por Sabretooth, Blob, Samurái de Plata II y Lady Mastermind. Con ayuda de las ilusiones de Lady Mastermind, esta Hermandad hace pasar a los X-men originales (llegados desde el pasado) como los responsables de una serie de atracos bancarios. Con el dinero de los atracos, Mística adquirió una base de HYDRA en Madripoor y planeaba convertirla en un santuario mutante. Ella tarajó a Magneto intentanto convencerlo de unirse a su causa, pero Magneto rechazó su oferta y colapsó su refugio.

### Decimocuarta Brotherhood (SegundaSisterhood of Mutants, 2014)
Lady Deathstrike conformó una nueva Sisterhood con integrantes que incluían a la Diosa asgardiana Encantadora y a la asesina María Tifoidea. Ellas accedieron al virus conocido como Arkéa, con el cual resucitaron a Madelyne Pryor y a Selene. Sin embargo, Ana Cortés, una joven aliada de Deathstrike informó a los X-Men de los planes de las villanas. Los X-Men desmantelaron sus planes.

### Decimoquinta Brotherhood
Una nueva alineación del grupo integrada por Magma, Pyro, Avalanche, Masque y un nuevo mutante de apariencia reptilesca llamado Kologoth, son reunidos por Mesmero para realizar actos terroristas en Nueva York y secuestrar al alcalde de la ciudad. El equipo confronta, primero a los X-men y luego a Old Man Logan/Viejo Logan, siendo derrotados.

## Lista de miembros de la Hermandad de Mutantes

### Fundadores (1964)
- Magneto (Max Eisenhardt) (fundador)
- Bruja Escarlata / Scarlet Witch (Wanda Maximoff)
- Quicksilver / Mercurio (Pietro Maximoff)
- Mente Maestra / Mastermind (Jason Wyngarde)
- Sapo / Toad (Mortimer Toynbee)

Finalmente también:
- Blob / La Mole (Frederick Dukes)
- Juggernaut (Cain Marko)
- Unus El Intocable / Unus the Untouchable (Angelo Unuscione)
- Astra
- Lorelei
- Alpha, el Mutante Definitivo

### Segunda Hermandad
- Mystique / Mística (Raven Darkholme)
- Pyro (St. John Allerdyce)
- Blob / La Mole
- Avalancha / Avalanche (Dominik Petros)
- Destiny / Destino (Irene Adler)

Finalmente también:
- Rogue / Pícara (Anna-Marie)
- Blindspot / Punto Ciego
- Crimson Commando / Comando Escarlata
- Super Sabre / Supersable
- Espiral / Spiral (Rita Wayword)
- Spider-Woman (Julia Carpenter)

### Tercera Hermandad
- Sapo
- Pyro
- Blob / La Mole
- Sauron / Saurón (Karl Lykos)
- Phantazia / Fantazia (Eileen Harsaw)
- Masque / Máscara
- Thornn / Espinna (Lucía Callasantos)

### Cuarta Hermandad
- Havok / Kaos (Alexander Summers)
- Random (Marshall Evan Stone III)
- Ever
- Aurora (Anne-Marie Beauvier)[29]
- Bestia Oscura (Henry McCoy)
- Fatale / Fatal
- Nate Grey

### Quinta Hermandad
- Mimic / Mímico (Calvin Rankin)[30]
- Post / Fortaleza (Kevin Tremaine)[30]
- Blob / La Mole
- Sapo / Toad

### Sexta Hermandad
- Mystique / Mística
- Dientes de Sable / Sabretooth (Victor Creed)
- Blob / La Mole
- Sapo / Toad
- Post / Fortaleza
- Mastermind II / Mente Maestra (Martinique Jason)
- Fever Pitch / Fuego Febril[31]

### Séptima Hermandad
- Xorn (Kuan Yin Xorn)
- Sapo / Toad
- Angel Salvadore
- Basilisk / Basilisco
- Beak / Pico (Barnell Bohusk)
- Ernst
- Martha Johansson
- Stepford Cuckoos / Cuclillos de Stepford (Esme)

### Octava Hermandad
- Éxodo / Exodus (Paris Du Bennett)
- Avalancha / Avalanche
- Nocturna / Nocturne (Talia-Josephine Wagner)
- Juggernaut (Caín Marko)
- Black Tom Cassidy / Tom el Negro (Thomas Cassidy)
- Mammomax
- Sabretooth / Dientes de Sable

### Novena Hermandad
- Bala de Cañón / Cannonball (Samuel Guthrie)
- Danielle Moonstar
- Magma (Amara Aquilla)
- Sunspot  /Mancha Solar (Roberto DaCosta)

### Décima Hermandad (Sisterhood)
- Madelyne Pryor (Reina Roja)
- Lady Mastermind / Lady Mente Maestra (Regan Wyngarde)
- Mastermind II / Mente Maestra
- Lady Deathstrike / Dama Mortal (Yuriko Oyama)
- Espiral / Spiral
- Chimera / Quimera
- Psylocke / Mariposa Mental (Elizabeth Braddock)

### Undécima Hermandad
- Joseph
- Astra
- Bruja Escarlata / Scarlet Witch (clon)
- Quicksilver / Mercurio (clon)
- Mastermind / Mente Maestra (clon)
- Sapo / Toad (clon)

### Duodécima Hermandad
- Daken (Akihiro)
- Mystique / Mística
- Sabretooth / Dientes de Sable
- Rey Sombra / The Shadow King (Amahal Farouk)
- Blob / La Mole (Fred Dukes, de la Era de Apocalipsis)
- Skinless Man (Harry Pizer)
- Clan Omega (Omega Rojo/Red Omega, Omega Negro/Black Omega y Omega Blanco/White Omega)

### Decimotercera Hermandad
- Mystique / Mística
- Sabretooth / Dientes de Sable
- Blob / La Mole
- Samurái de Plata II (Shin Harada)
- Lady Mastermind / Lady Mente Maestra

### Decimocuarta Hermandad (Sisterhood)
- Lady Deathstrike / Dama Mortal
- Encantadora / Enchantress (Amora)
- María Tifoidea / Typhoid Mary (Mary Walker)
- Selene (Selene Gallio)
- Madelyne Pryor

### Decimoquinta Hermandad
- Mesmero / Mésmero
- Magma
- Pyro
- Avalancha / Avalanche
- Masque / Máscara
- Kologoth - Un mutante con apariencia de reptil[32]

### Otros miembros
- Calcinador / Burner (Byron Calley)[33]
- Centinela Omega / Omega Sentinel  (Karima Shapandar)
- Compresor / Slither (Aaron Salomon)[33]
- Shocker / Conmocionador[33]
- Elevador / Lifter (Ned Lathrop)[33]
- Frenesí / Frenzy (Joanna Cargill)
- Mirón / Peeper (Peter Quinn)[33]
- No-Chica / No-Girl (Martha Johansson)
- Tempo (Heather Tucker)
- Carmella Unuscione
- Amelia Voght
- X-Man[29]
- Vanisher / Desvanecedor
- Profesor X / Professor X[30] - Como fundador de la sexta Hermandad.

## En otros medios

### Películas
La Hermandad de Mutantes tiene diferentes miembros en la trilogía de películas de X-Men, siendo incluso más extensa que la original.

#### X-Men: primera generación
La primera Brotherhood fue fundada por Magneto y Mystique (ambos eran X-Men en ese momento) y los miembros del Club Hellfire.
- Magneto
- Mystique / Mística
- Angel Salvadore
- Azazel
- Emma Frost
- Riptide / Marea

#### X-Men
Son los antagonistas principales en la primera película donde construyeron una máquina que con el poder de Magneto convertía a los humanos en mutantes pero a costa de la vida de Magneto, por lo que secuestraron a Rogue / Pícara para que absorbiera sus poderes y muriera en su lugar pero son derrotados por los X-Men.
- Magneto
- Mystique / Mística
- Toad / Sapo (fallecido)
- Sabretooth / Dientes de Sable (desconocido)

#### X-Men 2
En esta película la Brotherhood trabajaron junto a los X-Men contra William Stryker, quien secuestró a Charles Xavier para usar sus poderes en un segundo Cerebro que destruiría a los mutantes pero luego los traicionaron y modificaron la máquina para que destruya a los humanos. Aun así, los X-Men arruinaron sus planes y salvaron a Xavier.
- Magneto
- Mystique / Mística
- Pyro

#### X-Men: The Last Stand
Debido a la creación de la cura, muchos mutantes que no querían perder sus poderes se unieron a Magneto formando la Brotherhood más extensa de todas las adaptaciones. La mayoría de ellos eran parte de los Mutantes Omega liderados por Callisto. Intentaron matar Leech que era la fuente de la cura y a Warren Worthington II quien era el creador, pero se metieron en una batalla con los X-Men, la cual fue su derrota definitiva por la desmantelación de sus filas.
- Magneto (inyectado con la cura y perdió sus poderes aunque temporalmente)
- Phoenix / Fénix (asesinada por Wolverine/Lobezno)
- Pyro (derrotado por Iceman/Hombre de Hielo)
- Callisto / Calisto (asesinada por Tormenta/Storm)
- Juggernaut (noqueado por Shadowcat/Gata Sombra cuando sus poderes son anulados por Leech)
- Mystique / Mística (inyectada con la cura y perdió sus poderes, por lo que Magneto la abandonó)
- Multiple-Man / Hombre Múltiple (arrestado por el gobierno)
- Quill / Púa (asesinado por Phoenix/Fénix)
- Arclight / Arco Voltaico (asesinada por Phoenix/Fénix)
- Psylocke / Mariposa Mental (asesinada por Phoenix/Fénix)
- Phat / Grasas (asesinado por Iceman/Hombre de Hielo y Colossus/Coloso) (escena eliminada)
- Glob Herman (inyectado con la cura)
- Spike / Pinchos (asesinado por Wolverine/Lobezno)
- Anole / Camaleón (inyectado con la cura)
- Ash
- Vanisher / Desvanecedor
- Todo un ejército de mutantes no identificados

#### X-Men: días del futuro pasado
En el momento de la secuela de la película, la Hermandad de Mutantes se ha extinguido cuando Magneto fue hecho prisionero por supuestamente matar a John F. Kennedy. Emma Frost, Riptide (Marea), Azazel y Angel Salvadore fueron asesinados por el programa Project Wideawake de Bolivar Trask, dejando solo a Magneto y Mystique con vida. En la nueva línea de tiempo, Magneto todavía es redimido y miembro de los X-Men. No se sabe si vive en la Mansión X o en otros lugares.

#### Logan
En la película, el Profesor X insinúa que eventos similares a los vistos en las películas anteriores de X-Men y The Wolverine ocurrieron en la nueva línea de tiempo y que una batalla ocurrió en la Estatua de la Libertad, pero no está claro si fue contra la Hermandad.

#### Dark Phoenix
El joven Magneto reforma la Hermandad en Genosha con los nuevos miembros Selene Gaillo y un personaje exclusivo llamado Ariki que puede manipular su cabello. La Reina Negra y Ariki acompañaron a Magneto a cazar a Jean Grey después de que Magneto supiera de Bestia que ella había matado a Mystique. Los tres estaban entre los mutantes capturados por el gobierno de los Estados Unidos. Durante la pelea con los D'Bari en un tren del gobierno de EE. UU., Selene y Ariki son asesinados en la batalla.

### Televisión

#### Spider-Man and His Amazing Friends(1981-1983)
Aparecen en el capítulo Magneto se adueña del mundo en el que Magneto intentó liberarlos de la cárcel.
- Magneto
- Blob / La Mole
- Toad / Sapo
- Mastermind / Mente Maestra

#### X-Men: Pryde of the X-Men (1989)
En este piloto son los villanos e intentaron desviar un cometa hacia la Tierra pero fracasan por culpa de los X-Men.
- Magneto
- White Queen / Reina Blanca
- Juggernaut
- Pyro
- Blob / La Mole
- Toad / Sapo

#### X-Men(1992)
Esta Brotherhood está basada en la segunda Brotherhood, liderada por Mystique. Inicialmente trabajaron para  Apocalipsis. Rogue fue parte de ellos cuando era hija adoptiva de Mystique pero cuando le hicieron absorber los poderes de Ms Marvel los abandonó y se unió a los X-Men. Al igual que los cómics lucharon con los héroes por primera vez cuando intentaron asesinan al Senador Kelly sin saber que esto provocaría un futuro gobernado por Centinelas.
- Mystique / Mística
- Avalanche / Avalancha
- Pyro
- Blob / La Mole
- Rogue / Pícara

#### X-Men: Evolution
En X-Men: Evolution, “La Hermandad de Bayville” es retratada más como una tropa de adolescentes malvivientes que como un grupo de terroristas. Fueron reclutados por Mystique (trabajando en secreto para Magneto), el grupo central consistió en versiones adolescentes de Avalancha, Sapo, La Mole, Rogue (que no estaba oficialmente con ellos), y Mercurio. Boom Boom/Bum-Bum estuvo brevemente con ellos hasta que Mystique regresó. La hija mentalmente perturbada de Magneto, Scarlet Witch se une después en la temporada 2 episodio “The HeX Factor”. En el episodio de dos partes "Day of Reckoning", Mystique (transformada en el Profesor X) hace que La Hermandad trabaje con los X-Men y luchan contra Los Acólitos de Magneto (que está integrado por Coloso, Dientes de Sable, Pyro y Gambito). Debido a los largos períodos de ausencia de Magneto y las lealtades cambiantes de Mystique, estos cuatro jóvenes a menudo quedaban sin liderazgo, y mientras la serie avanzaba ellos iban de supervillanos a criminales estándar, en los últimos episodios de la temporada 3 llegaron a un punto en el que permanecieron inactivos en su casa. Al comenzar la tercera temporada, La Hermandad perdió nuevamente a su líder ya que Mystique quedó atrapada en el Área 51 al rescatar a La Mole, una vez que se tranquiliza levemente toda la histeria anti-mutante de la población de Bayville, La Mole, Avalancha y Sapo regresan a la secundaria como matones invitados por el director Kelly pero luego de los destrozos que provocaron en la junta del Consejo Escolar son expulsados de la escuela. En el episodio “The Stuff of Villains”, Scarlet Witch hace que capturen a Mercurio para que Magneto lo rescate y así poder luchar contra él, en respuesta, Magneto envía a Gambito a convencer a los otros miembros de La Hermandad para que liberen a Mercurio de un transporte militar. Después, Gambito les dice que Mercurio será el nuevo líder que los pondrá en forma si quieren ser parte de Los Acólitos. En el episodio "El Sapo, la Bruja y el Armario", Magneto captura a Scarlet Witch y trae a su miembro más reciente Mastermind para borrarle sus recuerdos de la infancia, después de eso Scarlet Witch dejó de perseguir a su padre y los actos malvados de La Hermandad se detuvieron por completo como se pudo apreciar en el penúltimo episodio de la tercera temporada. Notablemente en el episodio "No Good Deed" de la temporada 4, la población de Bayville comienza a verlos como héroes después de salvar a la gente del desastre del metro. Sin embargo, ellos (a excepción de Wanda) pronto ven esto como una oportunidad para sacar provecho de las donaciones recibidas por los ciudadanos agradecidos. Hacia el final de la serie, se convirtieron en un grupo que podría ser influido a cualquier causa, con frecuencia se asociaron con los X-Men quienes continuaron siendo sus rivales pero ya no tenían una enemistad muy grande. En el último episodio de dos partes "Ascension", Wanda se une a los X-Men en la lucha contra Apocalipsis donde ella, Shadowcat, Sunspot, Ángel, y Havok fueron enviados a América del Sur. Los otros miembros de La Hermandad se presentaron luego para rescatar a Wanda y ayudarla a luchar contra Magneto que estaba bajo el control de Apocalipsis. Cuando el Profesor X revela las visiones que él tuvo a través de Apocalipsis, se vio a La Hermandad con Pyro trabajar para S.H.I.E.L.D. como muestra de una versión de la Fuerza Libertad.
- Mystique / Mística (creadora)
- Avalancha / Avalanche (líder)
- Sapo / Toad
- La Mole / Bolb
- Mercurio / Quicksilver
- Bruja Escarlata / Scarlet Witch
- Boom Boom / Bum-Bum (temporalmente)
- Rogue / Pícara (temporalmente)

#### Wolverine and the X-Men
La Brotherhood liderada por Quicksilver trabajaba para Magneto. Rogue se unió a ellos durante la separación de los X-Men pero vuelve con el grupo un tiempo después. Al final son traicionados por Magneto.
- Quicksilver / Mercurio- Pietro Maximoff
- Domino / Dominó - Neena Thurman
- Avalancha / Avalanche - Dominik Petros
- La Mole / Blob - Fred J.Dukes
- Sapo / Toad - Mortimer Toynbee
- Rogue / Pícara - Anna Marie

#### The Gifted
La Brotherhood no hace una aparición física, si no, que mayormente se les menciona a lo largo de la serie. Como es el caso indirecto del padre de Polaris. Son mencionados en el episodio 12 "eXtraction" en donde las Frost sisters mencionan que Clarice Fong (Blink / Destello) formó parte de ella, Blink dice que trabajo para algunos miembros de la hermandad, sin saber que eran parte de ella.